# Шарафи, Дамир
Дамир Шарафи (творческий псевдоним, настоящее имя — Дамир Мулкаманович Шарафутдинов, баш. Дамир Молҡаман улы Шәрәфетдинов, 29 мая 1965 — 21 февраля 2020) — башкирский поэт, прозаик и журналист, член Союза писателей России (2000). Лауреат Премии им. Шагита Худайбердина (2012).

## Биография
Дамир Мулкаманович Шарафутдинов родился 29 мая 1965 года в деревне Кумбино (баш. Көмбә) Белорецкого района Башкирской АССР. Окончил Башкирский сельхозинститут, работал главным зоотехником колхоза в Орловской области. Дальнейшая карьера связана с работой в различных периодических изданиях Башкортостана. Вплоть до скоропостижной смерти — ответственный секретарь журнала «Аманат». В 2012 стал лауреатом журналистской Премии им. Шагита Худайбердина «за серию материалов, затрагивающих вопросы гражданского мира и согласия в обществе, социально-экономического развития Башкортостана».

## Поэтические произведения
Дамир Шарафутдинов (Дамир Шарафи) работал в жанрах поэзии, прозы и журналистики, занимался переводами с башкирского на русский. «В поэтических произведениях Шарафутдинов предстаёт тонким лириком-философом, понимающим язык природы, человеком, постигшим её тайны».
- Сомнение (сборник стихотворений, 1992)
- Качается бесконечная Вселенная (сборник стихотворений, 2002)
- Смятение души (сборник стихотворений, 2004)
- В горах дочь собирает цветы (сборник стихотворений, 2005)